# Sušárna

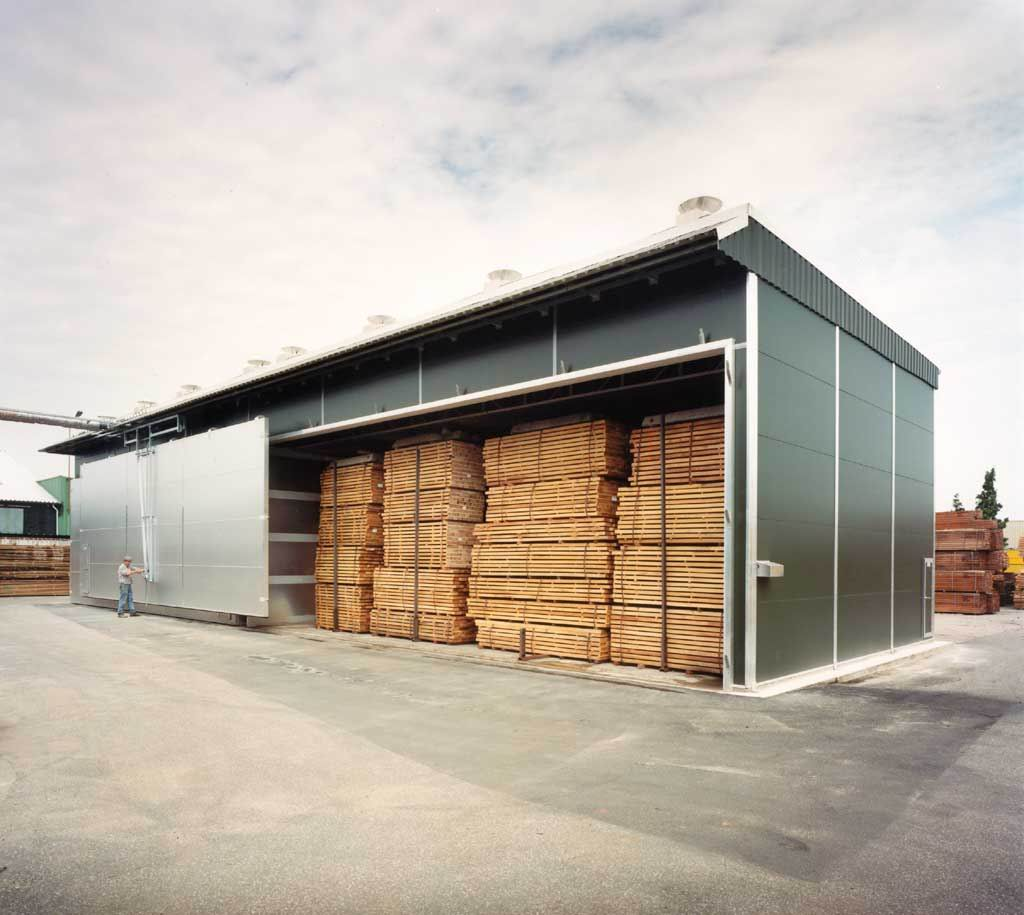
Sušárna dřeva

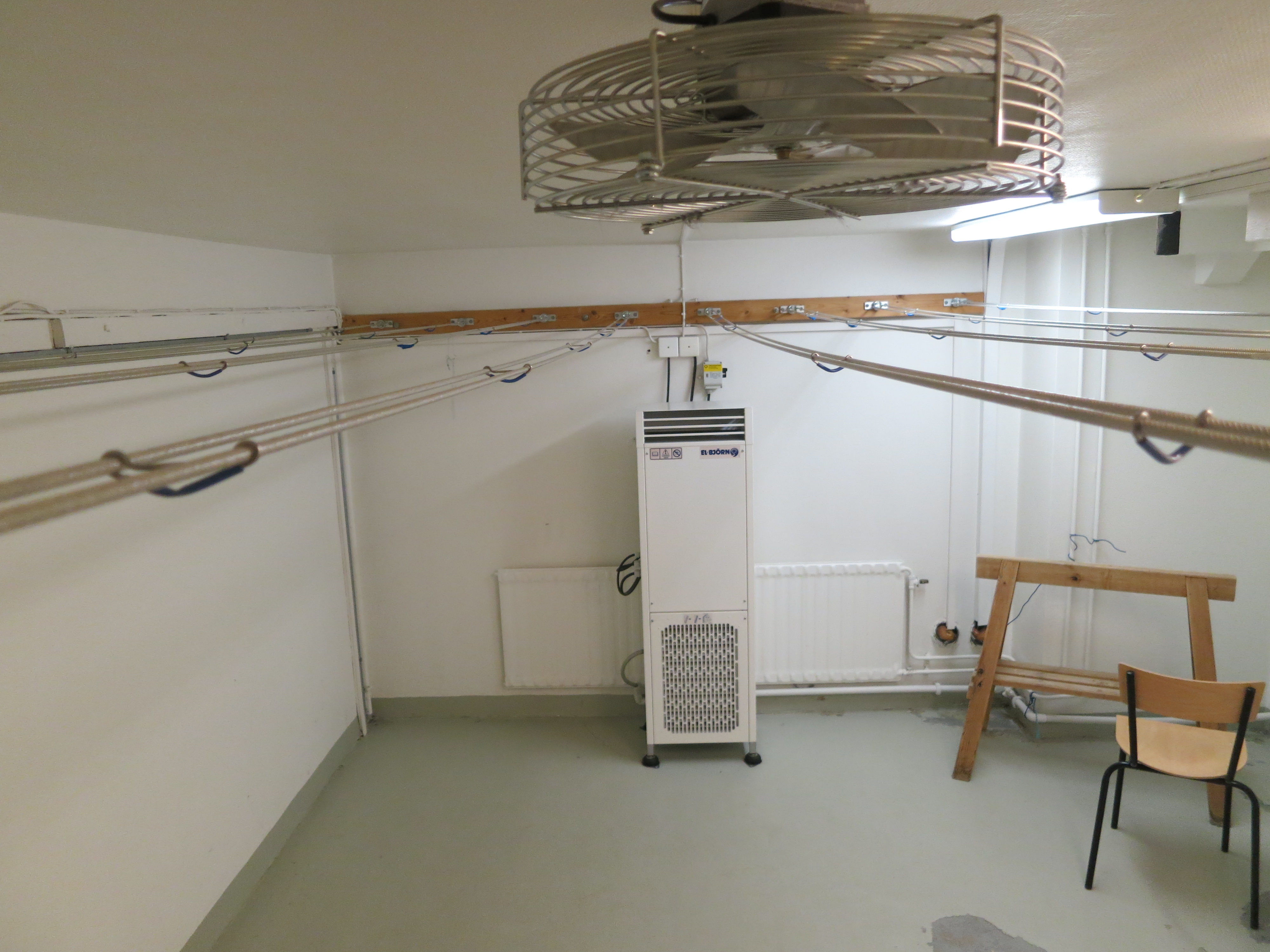
Sušárna na prádlo

Sušárna či sušírna je specializovaný průmyslový provoz, stavba, místnost nebo jiné konkrétní místo, kde se provádí sušení nebo vysoušení různých materiálů.
V činžovních domech je běžná například sušárna prádla. Průmyslové sušárny se používají především v odvětvích dřevařského, papírenského, potravinářského, farmaceutického a keramického průmyslu. Sušírna může sloužit k sušení ovoce, lnu nebo jiných zemědělských produktů, vyskytující se nejčastěji v komplexech selských či panských statků (protože sušení probíhalo nad otevřeným ohněm, který zvyšoval nebezpečí požáru, stavěly se sušírny v dostatečné vzdálenosti od ostatních budov).

## Klasifikace druhů sušáren
Rozdělení druhů sušáren podle funkčních charakteristiky:

### Podle druhu použitého sušicího média
- sušení vzduchem – teplovzdušná sušárna
- sušení spalinami – spalinová sušárna
- sušení inertním plynem – inertní sušárna
- sušení přehřátou párou – sušárna s přehřátou párou

### Podle provozního tlaku
- sušení za atmosférického tlaku - atmosférická sušárna sušení za stálého (atm.) tlaku
- sušárna se stálým tlakem
- sušení za pulzujícího atmosférického tlaku - pulzační sušárna
- sušení za vakua – vakuová sušárna
- sušení za přetlaku – přetlaková sušárna

### Podle převládajícího způsobu sdílení tepla
- konvekční sušení (nepřímé) – konvenční sušárna
- kontaktní sušení (přímé) – kontaktní sušárna
- sálavé sušení – sálavá sušárna
- dielektrické sušení – dielektrická sušárna
- odporové elektrické sušení – odporová sušárna
- ultrazvukové sušení – ultrazvuková sušárna
- mikrovlnné sušení – mikrovlnná sušárna
- ultrazvukové sušení – ultrazvuková sušárna
- mikrovlnné sušení – mikrovlnná sušárna

### Podle způsobu proudění sušicího média
- sušení ofukováním – sušicí medium proudí podél materiálu za existence mezní vrstvy.
- sušení profukováním – sušicí medium proudí vrstvou sušeného materiálu.
- sušení impaktní – sušicí medium proudí kolmo na povrch sušeného materiálu - mezní vrstva se rozruší.
- v proudu – sušený materiál je proudem sušicího média unášen nebo přibrzďován a je jím zcela omýván.
- sušení fluidní – sušený materiál se vznáší v proudu sušicího média.

### Podle pohybu materiálu
- sušený materiál je při sušení v klidu nebo občasném pohybu (roštová sušárna skříňová (komorová) sušárna)
- zdrojem pohybu sušeného materiálu je jeho potenciální energie (sesypná sušárna)
- zdrojem pohybu sušeného materiálu je hlavně kinetická energie sušicího média (proudová sušárna, fluidní sušárna, rozprašovací sušárna)
- s mechanickým pohybem (pohyb sušeného materiálu zajišťuje mechanické dopravní zařízení):
  - lineární pohyb (sušárna pásová, válečková, řetězová, šneková, vibrační, hrabadlová)
  - rotační pohyb (pohyb sušeného materiálu zajišťuje otáčení sušicího prostoru: kontaktní – sušárna talířová, válcová; konvekční – bubnová,trubková)

### Podle povahy provozu
- sušení periodické – periodická sušárna
- sušení kontinuální – kontinuální sušárna

### Podle způsobu instalace
- stabilní
- mobilní

## Použití sušáren

### Dřevařský průmysl
Sušení v sušárnách pro dřevařský průmysl může probíhat konvenčně, pomocí kondenzace nebo páry, eventuálně jejich kombinací.
Typy sušáren pro dřevařský průmysl:
- Konvenční sušárna – Vzduch se v sušárně zahřívá a cirkuluje přes proložené řezivo. Teplota a vlhkost vzduchu se pomalu zvyšuje. Jakmile dosáhne požadovaných hodnot, v závislosti na druhu vysoušeného dřeva, spustí počítač řízenou ventilaci. Část teplého, vlhkého vzduchu je odváděna ven. Díky vzniklému podtlaku nasaje sušárna stejné množství čerstvého vzduchu, jaké vypustila. Tento venkovní vzduch se smíchá s vlhkým teplým vzduchem v sušárně, zahřívá se, klesá jeho relativní vlhkost a je připraven přijmout páru odpařenou ze dřeva. Tento cyklus se neustále opakuje, dokud dřevo nedosáhne požadované konečné vlhkosti.
- Kondenzační sušárna – V tomto případě dochází k náhlému a velmi rychlému zchlazení. Vzduch pak již neobsahuje stejné množství vlhkosti, jaké obsahoval v teplém stavu. Kondenzáty, které se při tom uvolní, jsou odváděny pryč pomocí záchytné nádoby z nerezové oceli. Celková kapacita, která se má ochladit a instalovaná elektrická kapacita, se v kondenzoru mění na teplo, které je vypouštěno do sušárny. Při porovnání s konvenčním sušicím procesem je výsledkem výrazné snížení spotřebované energie.
- Parní sušárna – Ve chvíli, kdy sušicí medium dosáhne teploty okolo 100 °C, změní se klima v sušárně na nasycenou páru. Pokud se pára nadále zahřívá, dojde k jejímu přehřátí a voda, která se vypařila ze dřeva, se začne vařit. Dokud je obsah vlhkosti ve dřevě vyšší než nasycený bod vlákna, bude teplota dřeva shodná s teplotou vařící vody (100 °C). Tento 'varný efekt' způsobí ve dřevě lehký přetlak, přirovnatelný k tlaku v hrnci, ve kterém se vaří voda a jeho poklička se lehce nadzvedává. Přetlak ve dřevě zvětšuje přesun vlhkosti z jeho jádra na povrch a zrychluje tak proces sušení.

### Potravinářský průmysl
V ovocnářsky rozvinutých oblastech (České středohoří, Podkrkonoší, východní Morava) se ovoce sušilo v samostatných sušárnách ovoce již od 17. století. V současnosti se kromě ovoce, zeleniny, hub a dalších potravin a cukrovinek se suší celá řada dalších produktů (např. mléko, droždí, pivní kvasinky apod.). Průmyslové sušárny pro tyto účely užívají různé typy průmyslově vyráběných sušiček a sušicích linek a také různé sušicí techniky. Patří sem například konvekce a adsorpce, případně jejich kombinace.

### Farmaceutický průmysl
Jedná se především o sušení farmaceutických výrobků, jako jsou prášky a pudry. Může se však jednat také o sušení větších objemů částí rostlin z oblasti léčivých bylin, které se používají při výrobě některých druhů léčiv.

### Zemědělství
V zemědělství je možné se sušárnami a sušičkami setkat při výrobě suché píce (úsušků), při dosoušení sena atd.

### Farmaceutický průmysl
Výrobky z papíru a keramiky jsou velmi citlivé na vlhkost a proto je k jejich ošetření nezbytný proces sušení ve speciálně uzpůsobených sušárnách.